# Campeonato Asiático de Handebol Masculino de 1991
O Campeonato Asiático de Handebol Masculino de 1991 (1991 البطولة الآسيوية لكرة اليد للرجال (em árabe)) foi a sexta edição do principal campeonato de andebol (português europeu) ou handebol (português brasileiro) masculino do continente asiático. O Japão foi o país sede e os jogos ocorreram na cidade de Hiroshima.
A Coreia do Sul foi campeã pela quarta vez, com o Japão segundo e a China terceiro.